# LOT (motorfiets)
LOT is een historisch Pools motorfietsmerk dat in 1937 een 346cc-eencilindertweetakt-blokmotor met asaandrijving bouwde.